# Mohyla na Bílé hoře
Mohyla na Bílé hoře je připomínkou bitvy, která zde proběhla 8. listopadu 1620. Porážka stavovských vojsk spojenými armádami císaře Ferdinanda II. a německé Katolické ligy na bělohorské pláni znamenala konec českého stavovského povstání. Bitva na Bílé hoře patří ke zlomovým událostem českých dějin, následná rekatolizace a posílení habsburského centralismu poznamenaly vývoj v českých zemích v následujících staletích. Skromný památník pochází z roku 1920 a je věnován všem padlým v této bitvě.

## Historie
První výzva, aby se k 300. výročí bitvy sokolové z župy Podbělohorské ujali výstavby pomníku na Bílé Hoře, byla otištěna v Národních listech v prosinci 1902. Následující rok předsednictvo Sokolské župy podbělohorské opravdu jmenuje mohylový odbor, kterému je dáno za úkol vyjednat koupi pozemku na Bílé hoře. Finanční základ mohylového fondu je položen o rok později při tradiční listopadové vycházce na Bílou horu, které se zúčastnilo 349 sokolů.
V české kulturní tato myšlenka získala velký ohlas, plánoval se tzv. Národní pomník, který měl být symbolem naší největší národní tragédie. Vzplanula diskuse o možné podobě památníku. Návrhy na pomník se zabývali významní sochaři, např. František Bílek, Stanislav Sucharda s Josefem Gočárem či Josef Mařatka. Převažovaly návrhy monumentální, uvažovalo se i o stavbě cihlového objektu s nádvořím a otevřeným hrobem jako symbolem konce české samostatnosti. Byli zde i odpůrci připomínající, že pomník bitvy zde už stojí, a to v podobě poutního kostela Panny Marie Vítězné, který nechali postavit vítězové. Projekt se nakonec nerealizoval. Srdeční záležitostí byl pomník pro Františka Bílka. Pracoval na jeho návrhu ve Strahovském klášteře, kde vytvořil model v poměru 1: 10 (po třech měsících musel místo opustit pro nesouhlas církevních představitelů s jeho ideovým pojetím) a vracel se k němu po celý život; spolupracovníky ani financování však nenašel. 
Dva roky před válkou koupila župa za nastřádané peníze od rolníka v Ruzyni pana Piskáčka pole na bělohorském návrší. Pozemek stál cirka 3500 K a po jeho zaplacení zůstalo v mohylovém fondu „jen“ 2235 korun a 22 haléřů, což pro postavení důstojné mohyly stále nebylo mnoho. Podbělohorská župa sice pokračovala ve své činnosti i za války, ale peníze se sbíraly především pro potřebné. Když skončila válka, do výročí bitvy zbývaly dva roky a v pokladně fondu bylo stále jen pár tisíc korun. Bylo již jasné, že za tak krátkou dobu a bez financí nelze nic většího postavit. Vzhledem k finančním možnostem se uvažovalo již o pomníku mnohem skromnějším, prosté mohyle. Pro jubilejní rok 1920 se při kulatém výročí bitvy na Bílé hoře neplánovaly ani nekonaly žádné vítězné oslavy. Dne 7. 11. 1920 odhalila Sokolská župa podbělohorská národu skromnou ještě nedokončenou mohylu. Na této akci byl kromě Sokolů přítomen jen pražský primátor Karel Baxa.
V roce 1921 byla mohyla konečně dokončena a župa ji postupně předala do vlastnictví a správy okresního výboru na Smíchově. Župě bylo přiznáno spoluvlastnictví v případě, pokud by se kolem mohyly děly větší změny a úpravy. Župa sama deklarovala, že „touto zprávou ohlašuje Sokolský list Podbělohorský ukončení své práce o zbudování tohoto památníku našich nejtěžších dob“. I tak se župa nevyhnula pozdější kritice, že se pomník velice rychle rozpadá a je nutné ho často opravovat.

## Vzhled postavené mohyly

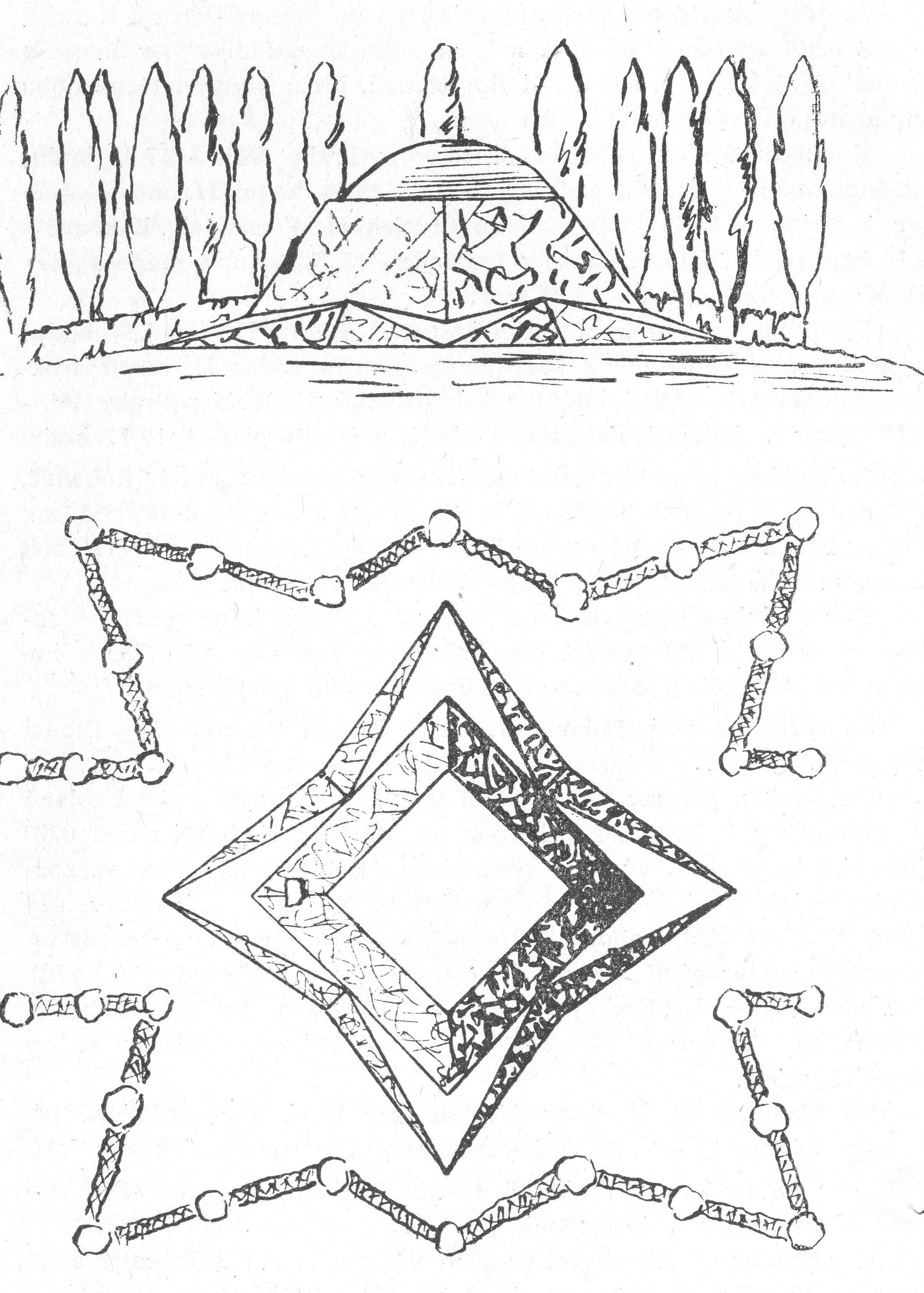
Návrh bělohorské mohyly vystavěné v roce 1920

Mohyla byla nakonec sice o dost větší než je dnes, ale ve srovnání s výše jmenovanými návrhy se nejednalo o velký pomník. Půdorys byl čtvercový a při stěnách byla navršena zemina, která z pohledu návštěvníka tvořila trojúhelníky. Červený kámen symbolizoval prolitou krev a na vrcholu se žlutilo kvítí, jež značilo slunce svobody. Okolo byl vysázen trnitý plot na paměť 300 let poroby a kolem něj se tyčilo 27 topolů – popravených pánů na Staroměstském náměstí. Pamětní desku osadili do jedné ze zkosených hran ve výšce cca 2,5 metru od země. Ta jediná se dochovala na místě do dnešních dnů a informuje nás, čí silou byla mohyla v roce 1920 postavena.

## Umístění a popis současné mohyly
Kamenná mohyla stojí na malém návrší mezi keři uprostřed louky či pole, nedaleko obory Hvězda. Na čelní straně je opatřena pamětní deskou s nápisem „Padlým bojovníkům sokolská župa podbělohorská, 1620–1920”.
Bojiště bělohorské bitvy s mohylou bylo spolu s letohrádkem Hvězda a oborou prohlášeno v roce 1962 za národní kulturní památku. Snad jen díky tomu nebyl tento prostor zastavěn při rozšiřování výstavby v okolí.